# Hombre enfermo de Europa

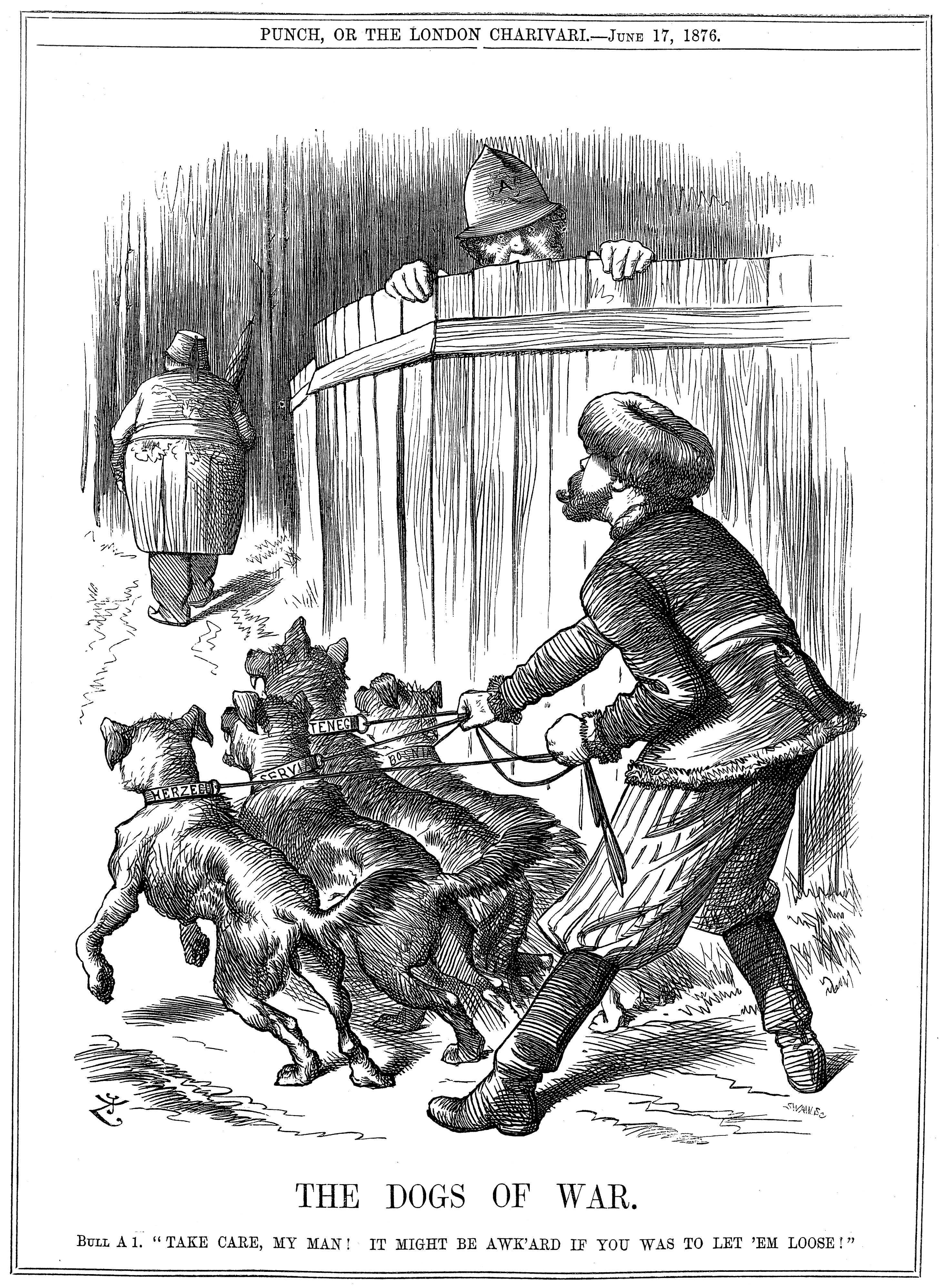
Los perros de la guerra, caricatura publicada el 11 de junio de 1876 en la revista Punch, representando a Rusia a punto de atacar al Imperio otomano con cuatro perros que representan las naciones balcánicas. Mientras el Reino Unido, escondido tras una valla, recomienda a Rusia que tenga cuidado.

La expresión «hombre enfermo de Europa» ha sido aplicada a lo largo de la historia a diferentes países europeos, haciendo referencia a la debilidad o decadencia del régimen de gobierno y/o de una economía aparentemente normal.

## Origen
El origen de la frase se le atribuye al zar Nicolás I de Rusia, quien se refería a la situación que atravesaba el Imperio otomano en el siglo XIX. El uso de esta expresión se popularizó durante la guerra de Crimea. Principalmente, se le aplicó al Imperio otomano desde antes de la Primera Guerra Mundial, por las sucesivas pérdidas de territorios que alguna vez le pertenecieron.

## Uso posterior
En las décadas de 1960 y 1970, algunos aplicaron la expresión al Reino Unido, que estaba viviendo una peor situación económica que otros países europeos. Igualmente sucedió con España al inicio de la década de 1980.
Irlanda también fue nombrada con este epíteto durante el largo período de pobreza previo a la década de 1980. En esta época también se relacionó a Portugal con este nombre.
En la década de 1990, Rusia y otros países de Europa Oriental fueron llamados hombres enfermos de Europa, debido a la severa crisis económica, altas tasas de sida y alcoholismo y a la caída de población que sufrían. A finales de esta década, la prensa relacionó a Alemania con esta denominación, debido al alto costo de la reunificación.
En la década del 2000, este término ha tenido un uso peyorativo por parte de la prensa de Gran Bretaña, el país euroescéptico por excelencia, criticando a los países de la eurozona llamándoles por este apelativo.
En 2005, The Economist otorgó este puesto a Italia, titulando El auténtico hombre enfermo de Europa (en inglés: "The real sick man of Europe"), haciendo referencia a los problemas estructurales y políticos del país.[cita requerida]
En 2006, Mark Steyn llamó a Rusia «el hombre enfermo de Europa» en el libro America Alone: The End of the World as We Know It (Estados Unidos solo: el final del mundo como lo conocimos), basándose principalmente en el perfil demográfico, sin tener en cuenta su acelerado crecimiento económico ni su boom demográfico actual.
En 2007, un artículo de Morgan Stanley se refería a Francia como el "nuevo hombre enfermo de Europa». En abril de ese año, The Economist describía también a Portugal como el «nuevo hombre enfermo de Europa».
En 2008 el mote fue otorgado a Italia por The Daily Telegraph.
En julio del 2009, este calificativo le sería dado por EurActiv a Grecia debido a las protestas masivas, la creciente tasa de desempleo y a la galopante corrupción, burocracia y a la ineficiencia gubernamental.
El verano del año 2011, Eurozine sugirió que la Unión Europea era entonces el "hombre enfermo de Europa» al titular un evento enfocado en la crisis euro, «La UE: ¿el hombre enfermo real de Europa?»
Entre 2015 y 2016, a Finlandia le correspondió el título de ser llamada el "hombre enfermo de Europa» dado a sus indicadores económicos, que mostraban una seria recesión, y la carencia de crecimiento económico real, en una temporada donde las demás economías Europeas ya se recuperaban de la Gran Recesión.
Escocia ha sido llamado también el "hombre enfermo de Europa» en varias ocasiones, más por razones aducidas a la salud de sus habitantes que por los factores económicos.
Para el verano de 2017, al Reino Unido se le reseñó otra vez como el "hombre enfermo de Europa», tras los resultados del referendo sobre su membresía a la UE el año anterior, ya que le ha traído mayoritariamente unos efectos negativos a su economía.